# Leptodactylus validus
Leptodactylus validus es una especie de anfibio anuro de la familia Leptodactylidae.

## Distribución geográfica
Esta especie habita desde el nivel del mar a 360 m de altitud:
- en las islas de San Vicente, Bequia, Granada, Tobago de Trinidad;
- en Venezuela;
- en Guyana;
- en Suriname;
- en Guayana Francesa;
- en Roraima en Brasil.[5]

## Publicación original
- Garman, 1888 : West Indian batrachia in the Museum of Comparative Zoology. Bulletin of the Essex Institute, vol. 19, p. 13-16[6]